# Werner S. Nicklis
Werner Siegfried Nicklis (* 12. Juli 1920 in Iggelbach; † 23. Februar 2002 in Bayreuth) war ein deutscher Pädagoge.
Nicklis war Professor an der Pädagogischen Hochschule Niedersachsen, Abteilung Braunschweig. Danach, von 1975 bis 1989, war er Professor für Schulpädagogik an der Universität Bayreuth.
Er war Alter Herr der Sängerschaft Franco-Palatia Bayreuth.
Nicklis war ein Gegner der Gesamtschule.